# Rodolfo Renier

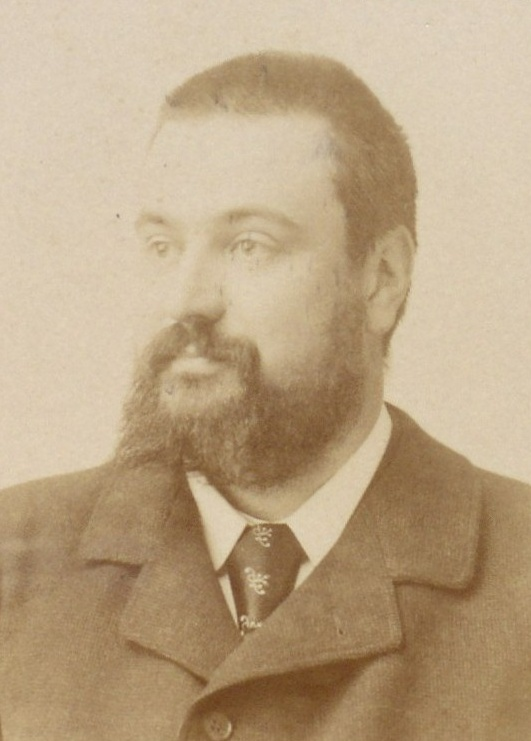
Rodolfo Renier

Rodolfo Renier (* 11. August 1857 in Treviso; † 8. Januar 1915 in Turin) war ein italienischer Romanist und Literaturwissenschaftler.

## Leben und Werk
Renier studierte in Bologna (bei Giosuè Carducci), in Turin, wo er 1879 abschloss, sowie (bei Adolfo Bartoli) in Florenz. Dann lehrte er von 1882 bis 1914 Romanische Philologie an der Universität Turin. 1883 gründete er mit Arturo Graf und Francesco Novati die Zeitschrift Giornale storico della letteratura italiana. 1904 gründete er mit Francesco Novati die Zeitschrift Studi medievali.

## Werke
- Ariosto e Cervantes. Studio, Florenz 1878
- La Vita nuova e la Fiammetta. Studio critico, Turin 1879
- (Hrsg.) Huon d’Auvergne,  La discesa di Ugo D’Alvernia allo Inferno, Bologna 1883
- (Hrsg.) Liriche edite ed inedite di Fazio Degli Uberti, Florenz 1883
- (Hrsg. und Übersetzer) Thor Sundby, Della vita e delle opere di Brunetto Latini, Florenz 1884
- (Hrsg.) Vittorio Alfieri, Il misogallo. Le satire e gli epigrammi,  Florenz 1884
- Il tipo estetico della donna nel Medio Evo, Ancona 1885, Bologna 1972
- Isabella d’Este Gonzaga, Rom 1888
- (Hrsg.) Novelle inedite di Giovanni Sercambi tratte dal Codice trivulziano CXCIII, Turin 1889, Bologna 1971
- (mit Alessandro Luzio) Mantova e Urbino, Turin/Rom 1893, Bologna 1976
- (Hrsg.) Il gelindo. Dramma sacro piemontese della natività di Cristo, Turin 1896, 1965; 1971
- (mit Alessandro Luzio) La cultura e le relazioni letterarie d’Isabella d’Este Gonzaga, Turin 1903; hrsg. von Simone Albonico, Mailand 2005
- Svaghi critici, Bari 1910